# 南部広矛
南部 広矛（なんぶ ひろほこ、1823年12月24日（文政6年11月23日） - 1912年（大正元年）8月6日）は、幕末の福井藩士、明治期の官僚。静岡県参事。通称・退蔵、彦助。

## 経歴
越前国足羽郡福井（現:福井県福井市）で、福井藩下士・南部彦助の息子として生まれる。嘉永3年10月5日（1850年11月8日）父が病身のため家督を相続。主計吏を務め、安政3年（1856年）御勝手役見習に登用され、さらに新番格となる。安政6年（1859年）江戸勤務となり、大坂、京都へも出張した。元治元年10月（1864年11月）第一次長州征討に従軍した。
戊辰戦争が始まり、慶応4年2月（1868年）新政府の北陸道鎮撫使・会計方御用取扱として従軍。同年4月、奥羽征討越後口進撃軍の会計方として従軍し、翌月、民政掛を兼務した。以後、徴士・越後府権判事、民部官庶務司判事・出納取締雑事掛、関八州迎察、民部大録・出納庶務掛などを歴任。
明治2年8月28日（1869年10月3日）柏崎県大参事に就任。明治5年9月18日（1872年10月20日）静岡県参事に転任し、1874年1月13日まで在任。同年1月28日、大蔵省検査助に就任。1877年10月11日、検査寮が廃止され退官した。

## 人物
橘曙覧、河津直入に学び和歌を嗜んだ。

## 親族
- 二男 南部球吾（鉱山技術者、工学博士）[1]
- 三男 寺島小五郎（司法官）[1]
- 四男 横山彦六（陸軍中将、母・余利の生家を継承）[1]

## 伝記
- 芳賀矢一編『南部広矛翁 : 伝記及び紀行』芳賀矢一、1914年。